# Museo Carlos Dreyer
El Museo Carlos Dreyer es un museo ubicado en Puno. Tiene 1,800 piezas y reliquias de la época preínca, inca, colonial y republicana

El inmueble fue declarado Patrimonio Cultural de la Nación el 23 de julio de 1980. El museo se encuentra ubicada en la casa del coleccionista y artista alemán Carlos Dreyer.
En Salón Inca está conformado por objetos precolombinos, Salón Galería Lítica presenta sobre la cultura Pukara, Salón Arqueológico Regional sobre los reinos altiplánicos, Salón Muerte en el Altiplano donde se muestra una colección de objetos hallados en Sillustani, Salón Pinacoteca con la colección de Carlos Dreyer y la corriente indigenista, Salón colonial, Salón religioso y Salón Dreyer.